# Педерсен, Ники
Ни́ки Пе́дерсен (род. 2 апреля 1977 года, Оденсе, Дания) — датский спидвейный гонщик, трёхкратный чемпион мира, четырёхкратный обладатель Кубка мира, неоднократный победитель этапов серии Гран-при.

## Биография
Начал заниматься спидвеем в 11 лет в спортивной секции города Фьельстед, куда его привёл отец (до этого Ники и его старший брат Ронни интересовались мотокроссом). Выступая за клуб «Фьельстед», выиграл золотую (1995) и серебряную (1993) медали чемпионата Дании.
В 1998 году перешёл в команду «Бровст», в составе которой победил на двух командных чемпионатах Дании (1998, 2000). C 2003 года бессменно выступает за датский клуб «Хольстед», где выиграл 6 командных чемпионатов страны (2003, 2004, 2006, 2007, 2009, 2014). Кроме того, 7 раз побеждал на личном чемпионате Дании (2002, 2003, 2005, 2006, 2008, 2009, 2011).
С 1997 года выступает также в шведской лиге, с 1998 — в британской, с 1999 — в польской, но только в 2015 году впервые выиграл чемпионат Польши с командой «Уния» Лешно.
В 2000 году дебютировал в серии Гран-при, дважды выступив по уайлд-кард, а с 2001 — на постоянной основе. В сентябре 2002 года выиграл Гран-при Европы в Хожуве, а в 2003 году стал чемпионом мира. В сезонах 2007 и 2008 также был победителем первенства планеты. В 2012 году после нескольких лет менее удачных выступлений завоевал серебро этого турнира, в 2014 и 2015 — бронзу. Суммарно выиграл 16 из 164 этапов Гран-при. В 2017 году в 17-й раз подряд будет выступать в этой серии.
В 2006, 2007, 2008, 2012 годах выступал в чемпионате России за команду «Мега-Лада» (Тольятти) и выиграл его трижды подряд (2006—2008). В 2008 году завоевал с «Мега-Ладой» Кубок европейских чемпионов.
В 2006, 2008, 2012 и 2014 годах в составе сборной Дании становился обладателем Кубка мира по спидвею. В 2016 году также стал чемпионом Европы. 